# Округ Викторија (Тексас)
Округ Викторија (енгл. Victoria County) је округ у америчкој савезној држави Тексас. По попису из 2010. године број становника је 86.793.

## Демографија
Према попису становништва из 2010. у округу је живело 86.793 становника, што је 2.705 (3,2%) становника више него 2000. године.
| Група             | 2000.          | 2010.          |
| Белци             | 44.490 (52,9%) | 41.564 (47,9%) |
| Афроамериканци    | 5.297 (6,3%)   | 5.513 (6,4%)   |
| Азијати           | 651 (0,8%)     | 899 (1,0%)     |
| Хиспаноамериканци | 32.959 (39,2%) | 38.113 (43,9%) |
| Укупно            | 84.088         | 86.793         |